# Siobhan Fallon
Siobhan Fallon, född 13 maj 1961 i Syracuse i New York, är en amerikansk skådespelare.

## Filmografi (urval)
- 1991-1992 - Saturday Night Live (TV-serie)
- 1996 – Striptease
- 1997 – Kärlek vid andra ögonkastet
- 1997 – Men in Black
- 1998 – Förhandlaren
- 2000 – Dancer in the Dark
- 2003 – Dagispapporna
- 2003 – Dogville
- 2006 – Min vän Charlotte